# 法性寺流
法性寺流（ほっしょうじりゅう）は、藤原忠通を祖とする書道の流派の一つ。小野道風、藤原行成などの和様で優雅な書風に、雄渾さを加えた書風。忠通は、行成から世尊寺流を学び、それに工夫を加えて成立させ、どちらも鎌倉時代を代表する書風となった。開祖である忠通は、法性寺関白とも呼ばれたことから、当流を法性寺流という。